# Schrankia cheesmanae
Schrankia cheesmanae är en fjärilsart som beskrevs av Holloway 1977. Schrankia cheesmanae ingår i släktet Schrankia och familjen nattflyn. Inga underarter finns listade.